# Solanum septemlobum
Solanum septemlobum är en potatisväxtart som beskrevs av Aleksandr Andrejevitj Bunge. Solanum septemlobum ingår i släktet skattor som ingår i familjen potatisväxter. Inga underarter finns listade i Catalogue of Life.